# Presidium 1956
Hieronder de samenstelling van het Presidium van het Centraal Comité van de Communistische Partij van de Sovjet-Unie (stemhebbende leden), in 1956, na de machtsvestiging door Nikita Chroesjtsjov en de eerste golf van destalinisatie.
| Afbeelding | persoon              |
|            | Nikita Chroesjtsjov  |
|            | Kliment Vorosjilov   |
|            | Anastas Mikojan      |
|            | Georgi Zjoekov       |
|            | Leonid Brezjnev      |
|            | Nikolaj Boelganin    |
|            | Averki Aristov       |
|            | Michail Soeslov      |
|            | Otto Kuusinen        |
|            | Nikolaj Sjvernik     |
|            | Jekaterina Foertseva |
|            | Nikolaj Beljajev     |
|            | Nikolaj Ignatov      |
|            | Aleksej Kiritsjenko  |
|            | Frol Kozlov          |

## Bron
- (en)  Leadership of the Communist Party of the Soviet Union (CPSU, 1917-1991)